# Corbeny
Corbeny és un municipi francès situat al departament de l'Aisne i a la regió dels Alts de França. L'any 2007 tenia 702 habitants.

## Demografia

### Població
El 2007 la població de fet de Corbeny era de 702 persones. Hi havia 250 famílies de les quals 60 eren unipersonals (24 homes vivint sols i 36 dones vivint soles), 59 parelles sense fills, 111 parelles amb fills i 20 famílies monoparentals amb fills.
La població ha evolucionat segons el següent gràfic:
Habitants censats

### Habitatges
El 2007 hi havia 283 habitatges, 255 eren l'habitatge principal de la família, 14 eren segones residències i 14 estaven desocupats. 270 eren cases i 8 eren apartaments. Dels 255 habitatges principals, 192 estaven ocupats pels seus propietaris, 46 estaven llogats i ocupats pels llogaters i 17 estaven cedits a títol gratuït; 2 tenien una cambra, 7 en tenien dues, 33 en tenien tres, 80 en tenien quatre i 133 en tenien cinc o més. 236 habitatges disposaven pel capbaix d'una plaça de pàrquing. A 105 habitatges hi havia un automòbil i a 123 n'hi havia dos o més.

### Piràmide de població
La piràmide de població per edats i sexe el 2009 era:
| Homes | Edats   | Dones |
| ----- | ------- | ----- |
| 0     | 95 o +  | 4     |
| 0     | 90 a 94 | 4     |
| 12    | 85 a 89 | 28    |
| 4     | 80 a 84 | 8     |
| 12    | 75 a 79 | 8     |
| 4     | 70 a 74 | 16    |
| 8     | 65 a 69 | 20    |
| 8     | 60 a 64 | 0     |
| 4     | 55 a 59 | 4     |
| 28    | 50 a 54 | 16    |
| 8     | 45 a 49 | 4     |
| 20    | 40 a 44 | 32    |
| 28    | 35 a 39 | 16    |
| 28    | 30 a 34 | 36    |
| 20    | 25 a 29 | 28    |
| 16    | 20 a 24 | 8     |
| 24    | 15 a 19 | 8     |
| 32    | 10 a 14 | 12    |
| 28    | 5 a 9   | 28    |
| 40    | 0 a 4   | 24    |

## Economia
El 2007 la població en edat de treballar era de 440 persones, 347 eren actives i 93 eren inactives. De les 347 persones actives 321 estaven ocupades (173 homes i 148 dones) i 26 estaven aturades (13 homes i 13 dones). De les 93 persones inactives 29 estaven jubilades, 31 estaven estudiant i 33 estaven classificades com a «altres inactius».

### Ingressos
El 2009 a Corbeny hi havia 263 unitats fiscals que integraven 682,5 persones, la mediana anual d'ingressos fiscals per persona era de 17.295 €.

### Activitats econòmiques
Dels 27 establiments que hi havia el 2007, 2 eren d'empreses alimentàries, 1 d'una empresa de fabricació d'altres productes industrials, 5 d'empreses de construcció, 6 d'empreses de comerç i reparació d'automòbils, 4 d'empreses de transport, 4 d'empreses d'hostatgeria i restauració, 1 d'una empresa financera, 1 d'una empresa immobiliària, 2 d'entitats de l'administració pública i 1 d'una empresa classificada com a «altres activitats de serveis».
Dels 9 establiments de servei als particulars que hi havia el 2009, 1 era una gendarmeria, 1 oficina de correu, 1 taller de reparació d'automòbils i de material agrícola, 2 paletes, 1 guixaire pintor, 1 fusteria, 1 perruqueria i 1 restaurant.
Dels 3 establiments comercials que hi havia el 2009, 1 era una botiga de més de 120 m², 1 una botiga de menys de 120 m² i 1 una llibreria.
L'any 2000 a Corbeny hi havia 9 explotacions agrícoles que ocupaven un total de 693 hectàrees.

## Equipaments sanitaris i escolars
L'únic equipament sanitari que hi havia el 2009 era una farmàcia.
El 2009 hi havia una escola elemental. Corbeny disposava d'un col·legi d'educació secundària amb 330 alumnes.

## Poblacions més properes
El següent diagrama mostra les poblacions més properes.